# FK Gostivar
FK Gostivar (makedonski: ФК Гостивар) bio je sjevernomakedonski nogometni klub iz Gostivara. Osnovan 1919. godine. S radom je prestao 2010. godine.
Godine 1969. bio je amaterski prvak Jugoslavije, kada je bio poznat kao FK Mavrovo Gostivar.

## Povijest
Klub je osnovan 1919. godine i bio je jedan od najstarijih klubova u zemlji.
Godine 2010. pripojen je klubu KF Rinia osnovanom 1998. (tada preimenovanom u KF Gostivari), a nakon toga klub je raspušten.
Boja kluba bila je plava.

## Navijači
Navijačka skupina Gemidžii dobila je ime po anarhističkoj skupini koja je izvršila bombaški napad u Solunu 1903. godine, a ime je slično navijačkoj skupini FK Borec iz Velesa.